# تپه اصغر یک
تپه اصغر یک مربوط به سده‌های میانه دوران‌های تاریخی پس از اسلام است و در شهرستان زابل، بخش مرکزی، دهستان بنجار، روستای اصغر، ۱۰۰ متری شمال کوه شاهوزهی واقع شده و این اثر در تاریخ ۲۷ اسفند ۱۳۸۶ با شمارهٔ ثبت ۲۲۶۵۲ به‌عنوان یکی از آثار ملی ایران به ثبت رسیده است.